# Блэк, Лидия
Лидия Сергеевна Блэк (англ. Lydia T. Black, 16 декабря 1925 — 12 марта 2007) — американский антрополог советского происхождения. Удостоена Американской книжной премии за книгу «Русские на земле тлинкитов: Сражение в Ситке 1802 и 1804 годов».

## Биография

### Детство
Лидия родилась в Киеве в семье среднего класса: мать Ольга работала учителем, отец — инженером. Дальняя родственница Лидии, которую она называла бабушкой, выучила девочку иностранным языкам, чередуя на неделе дни русского, французского и немецкого языков. В воскресенье в семье говорили по-украински, а в школе Лидия изучала английский. После казни отца в 1933 году 8-летнюю Лидию объявили «врагом народа».

### Вторая мировая война
Весть о Второй мировой войне настигла Лидию, когда та отдыхала летом у дедушки на даче. Вернувшись в Киев, девочка узнала о смерти матери в санатории от туберкулёза. Поскольку «бабушка» скончалась несколькими годами ранее, Лидия с тётей и кузиной переехали за город. За отварной картофель им разрешил переночевать в сарае крестьянин. Из деревни её остарбайтером отправили в немецкий трудовой лагерь. Лидия предпочитала не вспоминать потом издевательства на фабрике, солдата, оставившего на её руке глубокие шрамы, а говорила о тех немцах, кто помогал ей. В период войны Лидия выучила также польский.
После войны работала уборщицей в Мюнхене, находящемся в американской зоне влияния. В перерывах между работой она разговаривала с американскими солдатами, которые узнали о том, что Лидия знает 6 языков. Вскоре её зачислили переводчиком в детский лагерь ООН по оказанию помощи и реабилитации. Лидия планировала изучать педагогику, как мать, и слушала лекции. На занятиях она познакомилась с Игорем Чёрным, за которого потом вышла замуж. Их первая дочь Ольга умерла от кори за две недели до доставки антибиотиков, которые остановили эпидемию.

### Эмиграция в США
Узнав о соглашении Альянса обменивать граждан и пленных, Лидия, имевшая статус «врага народа», и Игорь решили не возвращаться в СССР, а эмигрировать в США. Они переехали в 1950 году в Нью-Джерси. Игорь плохо знал английский и устроился на бензозаправку, Лидия — бухгалтером в магазин. Переезжая из города в город (Мичиган, Кембридж в Великобритании, Техас, Массачусетс), семья пополнилась дочерьми: Марией, Анной, Еленой и Зоей. В 1969 году Игорь скончался. Лидия решила получить образование учителя, но из-за отсутствия такой дисциплины в ближайшем университете выбрала историю.

### Карьера
Лидия окончила Брандейский университет в 1971 со степенью магистра и Массачусетский университет с докторской степенью в 1973 году. Лидия изучала историю и культуру алеутов, а также взаимоотношения алеутов и русских.
Преподавала в Колледже Провиденс с 1973 года, в Аляскинском университете в Фэрбанксе в 1984—1998 годах. Она занималась переводами и каталогизацией российских архивов Свято-Германовской духовной семинарии, заслужив крест Св. Германа. В апреле 2001 года наряду с антропологом Ричардом Пирсом, историками Барбарой Свитланд Смит, Джоном Миддлтон-Тидвеллом и Виктором Петровым (посмертно) Лидия Блэк в российском консульстве в Сан-Франциско была награждена Орденом Дружбы.
Похоронена на кладбище города Кадьяк. В 2009 году она включена в список «Зал славы женщин Аляски».

## Семья
В браке с Игорем А. Блэком (Чёрным; умер в 1969 году) — инженером НАСА — родила 5 дочерей: Ольга (умерла в детстве), Мария, Анна, Елена, Зоя.

## Награды
- Орден Дружбы (23 декабря 2000 года, Россия) — за большой вклад в укрепление дружественных связей и развитие российско-американского сотрудничества[7].

## Труды
В общей сложности написала около 53 книг и научных статей. Среди них:
- Русские в Аляске в 1732—1867 годах / Russians in Alaska, 1732—1867. University of Alaska Press. 2004. ISBN 978-1-889963-04-4.
- Русские на земле тлинкитов / Russians in Tlingit America (в соавторстве с Nora Dauenhauer, Richard Dauenhauer). University of Washington Press, 2008. ISBN 978-0-295-98601-2.
- публикация журналов Иакова Нецветова: Юконские годы 1845—1863 / The journals of Iakov Netsvetov: the Yukon years 1845—1863 (перевод на англ.). The Limestone Press, 1984. ISBN 978-0-919642-01-0.
- Glory Remembered
- A Good and Faithful Servant